# يوجينة ريكو
يوجينة ريكو (بالإسبانية: Eugenia Rico)‏ هي كاتِبة وشاعرة إسبانية، ولدت في 11 فبراير 1972 في أوفييدو في إسبانيا.